# Julieta engaña a Romeo
Pour plus de détails, voir Fiche technique et Distribution.
Julieta engaña a Romeo (litt. Juliette trompe Roméo) est une comédie espagnole sortie en 1965, réalisée par José María Zabalza.

## Synopsis
Pour quitter le bureau plus tôt, Roberto dit que sa femme le trompe et qu'il doit la surveiller.  Un ami lui propose d'enquêter sur elle pour lui fournir suffisamment de preuves de l'adultère. Cependant, il découvre bientôt que sa femme connaît ses plans.

## Fiche technique
- Titre espagnol original : Julieta engaña a Romeo
- Réalisation : José María Zabalza
- Scénario : José María Zabalza
- Photographie : Emilio Foriscot
- Format d'image : Noir et blanc[1]
- Musique : Fernando García Morcillo[1]
- Production : Uranzu Films
- Montage : Antonio Gimeno[2]
- Durée : 71 min[1]
- Pays de production :  Espagne
- Langue originale : espagnol
- Date de sortie :
  - Espagne : 2 août 1965[3]

## Distribution
Sauf indication contraire, les informations mentionnées dans cette section peuvent être confirmées par la base de données cinématographiques IMDb,  présente dans la section « Liens externes ».
- Germán Cobos : Roberto
- Gloria Osuna : Julita[1]
- Lina Morgan : Matilde
- Juanjo Menéndez (es) : garde
- Pilar Laguna : Laura
- Félix Fernández : Antonio, père de Julita
- Carmen Lozano (es)
- Arcadio Baquero
- Miguel Madrid
- María Banquer (es)
- Antonio Escales
- Mercedes Borqué (es)
- Eusebio Escalante

## Critiques
Les critiques mentionnent l'utilisation de décors naturels, avec des voitures classiques de l'époque. Le scénario est bien construit pour maintenir l'intérêt jusqu'au dénouement, le personnage de Julita étant le mieux conçu, déconcertant le spectateur par son attitude incompréhensible. La photographie de Foriscot est remarquée. Les actrices Osuna et Lozano interprètent parfaitement leurs rôles, tout comme Germán Cobos, un acteur doté d'une grande personnalité et d'une diction particulière.